# Bukhara
Bukhara (Uzbek Latin: Buxoro; Uzbek Cyrillic: Бухорo; Ba Tư: بخارا) là thành phố thủ phủ của tỉnh Bukhara thuộc Uzbekistan. Nó nổi tiếng là nơi giàu có các di tích lịch sử với khoảng 140 di tích kiến trúc. Đây là thành phố lớn thứ năm của đất nước với dân số là 247.644 người tính đến ngày 31 tháng 8 năm 2016. Con người đã sinh sống ở khu vực xung quanh Bukhara trong ít nhất 5.000 năm và thành phố đã tồn tại trong nửa quãng thời gian đó. Tiếng mẹ đẻ của phần lớn người dân Bukhara là Tajik. Nằm trên Con đường tơ lụa, từ lâu thành phố này đã phục vụ như một trung tâm thương mại, giáo dục, văn hóa và tôn giáo. UNESCO đã công nhận Trung tâm lịch sử của Bukhara với nhiều Nhà thờ Hồi giáo và Madrasa là Di sản thế giới từ năm 1993.

## Lịch sử
Lịch sử của Bukhara kéo dài hàng thiên niên kỷ và hiện là thủ phủ của tỉnh Bukhara. Nằm trên con đường tơ lụa, thành phố này từ lâu đã là một trung tâm thương mại, giáo dục, văn hóa và tôn giáo. Trong thời kỳ hoàng kim của mình dưới thời Đế quốc Samanid, Bukhara trở thành một trung tâm trí tuệ lớn của thế giới Hồi giáo chỉ sau Baghdad. Trung tâm lịch sử Bukhara là nơi chứa nhiều nhà thờ Hồi giáo và trung tâm giáo dục Madrasa đã được UNESCO công nhận là Di sản thế giới.
Đế quốc Samanid đã chiếm được Bukhara vào năm 903, lúc bấy giờ đang là thủ đô của Đại Khorasan. Thành Cát Tư Hãn bao vây Bukhara trong 15 ngày vào năm 1220. Là một trung tâm thương mại quan trọng, Bukhara là nơi sinh sống của một cộng đồng thương nhân Ấn Độ thời Trung Cổ tới từ thành phố Multan (Pakistan ngày nay), những người được ghi nhận đã sở hữu đất đai trong thành phố.
Thành phố cũng là kinh đô cuối cùng của Tiểu Vương quốc Bukhara và bị Hồng quân bao vây trong cuộc Nội chiến Nga. Trong chiến dịch Bukhara năm 1920, một đội quân là những Hồng quân Liên Xô có kỷ luật, được trang bị tốt dưới sự chỉ huy của tướng Mikhail Vasilyevich Frunze đã tấn công thành phố. Vào ngày 31 tháng 8 năm 1920, quốc vương Alim Khan đã trốn sang Dushanbe ở Đông Bukhara và sau đó là sang Kabul ở Afghanistan. Vào ngày 2 tháng 9 năm 1920, sau bốn ngày chiến đấu, tòa thành cổ của vương quốc đã bị phá hủy và lá cờ đỏ được giương lên từ đỉnh Tháp giáo đường Kalyan. Ngày 14 tháng 9 năm 1920, Ủy ban Cách mạng Bukhara được thành lập, đứng đầu là A. Mukhitdinov và Chính phủ Hồi giáo Hội đồng Nhân dân dưới sự chủ trì của Fayzulla Khodzhayev.
Nước Cộng hòa Xô viết Nhân dân Bukhara tồn tại từ năm 1920 đến 1925 khi thành phố đã được sáp nhập vào Cộng hòa Xã hội chủ nghĩa Xô viết Uzbekistan. Sir Fitzroy Maclean khi đó là một nhà ngoại giao trẻ tuổi tại Đại sứ quán Anh ở Moskva đã có một chuyến thăm bí mật đến Bukhara vào năm 1938, ngắm cảnh và ngủ lại trong công viên. Trong cuốn hồi kỳ của mình, ông đánh giá đây là một "thành phố đầy mê hoặc" với những tòa nhà mang kiến trúc đẹp nhất thời Phục hưng Ý. ào nửa cuối thế kỷ 20, Xung đột Afghanistan và Nội chiến Tajikistan đã đẩy những người tị nạn nói tiếng Dari và Tajik đến Bukhara và Samarkand. Sau khi hòa nhập với cộng đồng người nói tiếng Tajik địa phương, thành phố này đã phải đối mặt với phong trào đòi sáp nhập vào Tajikistan.

## Khí hậu
Bukhara có khí hậu sa mạc lạnh (phân loại khí hậu Köppen BWk). Lượng mưa trung bình hàng năm là 135 mm (5,31 inch).
| Dữ liệu khí hậu của Bukhara                      | Dữ liệu khí hậu của Bukhara | Dữ liệu khí hậu của Bukhara | Dữ liệu khí hậu của Bukhara | Dữ liệu khí hậu của Bukhara | Dữ liệu khí hậu của Bukhara | Dữ liệu khí hậu của Bukhara | Dữ liệu khí hậu của Bukhara | Dữ liệu khí hậu của Bukhara | Dữ liệu khí hậu của Bukhara | Dữ liệu khí hậu của Bukhara | Dữ liệu khí hậu của Bukhara | Dữ liệu khí hậu của Bukhara | Dữ liệu khí hậu của Bukhara |
| Tháng                                            | 1                           | 2                           | 3                           | 4                           | 5                           | 6                           | 7                           | 8                           | 9                           | 10                          | 11                          | 12                          | Năm                         |
| ------------------------------------------------ | --------------------------- | --------------------------- | --------------------------- | --------------------------- | --------------------------- | --------------------------- | --------------------------- | --------------------------- | --------------------------- | --------------------------- | --------------------------- | --------------------------- | --------------------------- |
| Trung bình ngày tối đa °C (°F)                   | 6.6 (43.9)                  | 10.1 (50.2)                 | 16.4 (61.5)                 | 24.5 (76.1)                 | 30.4 (86.7)                 | 35.9 (96.6)                 | 37.2 (99.0)                 | 35.5 (95.9)                 | 29.9 (85.8)                 | 22.9 (73.2)                 | 15.5 (59.9)                 | 8.4 (47.1)                  | 22.8 (73.0)                 |
| Tối thiểu trung bình ngày °C (°F)                | −2.5 (27.5)                 | −0.6 (30.9)                 | 4.2 (39.6)                  | 10.2 (50.4)                 | 15.0 (59.0)                 | 19.4 (66.9)                 | 21.2 (70.2)                 | 18.9 (66.0)                 | 12.9 (55.2)                 | 6.7 (44.1)                  | 2.3 (36.1)                  | −1.2 (29.8)                 | 8.9 (48.0)                  |
| Lượng Giáng thủy trung bình mm (inches)          | 19.1 (0.75)                 | 18.9 (0.74)                 | 29.5 (1.16)                 | 20.1 (0.79)                 | 12.4 (0.49)                 | 1.8 (0.07)                  | 0.7 (0.03)                  | 0.2 (0.01)                  | 1.0 (0.04)                  | 2.0 (0.08)                  | 12.0 (0.47)                 | 17.3 (0.68)                 | 135 (5.31)                  |
| Số ngày giáng thủy trung bình                    | 10                          | 10                          | 10                          | 8                           | 7                           | 2                           | 1                           | 1                           | 1                           | 4                           | 7                           | 9                           | 70                          |
| Độ ẩm tương đối trung bình (%)                   | 80                          | 75                          | 72                          | 59                          | 46                          | 38                          | 40                          | 44                          | 48                          | 56                          | 64                          | 79                          | 58                          |
| Nguồn 1: Trung tâm Khí tượng Thủy văn Uzbekistan |                             |                             |                             |                             |                             |                             |                             |                             |                             |                             |                             |                             |                             |
| Nguồn 2: Deutscher Wetterdienst (đo độ ẩm)       |                             |                             |                             |                             |                             |                             |                             |                             |                             |                             |                             |                             |                             |

## Giao thông vận tải
Sân bay quốc tế Bukhara thường xuyên có các chuyến bay đến các thành phố khác của Uzbekistan và Nga. Thành phố cách biên giới với Turkmenistan khoảng 80 km với tuyến Đường cao tốc M37 dẫn đến Tükmenabat và xa hơn nữa là Ashgabat. Thành phố này cũng được phục vụ bởi các tuyến đường sắt kết nối với phần còn lại của Uzbekistan và là trung tâm của các tuyến đường bộ dẫn đến tất cả các thành phố lớn ở Uzbekistan và xa hơn nữa, bao gồm cả thành phố Mazar-i-Sharif ở Afghanistan thông qua Đường cao tốc M39. Thành phố Samarkand cách Bukhara 215 km về phía đông.

## Thành phố kết nghĩa
Bukhara kết nghĩa với:
- Bonn, Đức (1999)
- Córdoba, Tây Ban Nha (1983)
- Khujand, Tajikistan
- Lahore, Pakistan (1995)
- Malatya, Thổ Nhĩ Kỳ
- Rueil-Malmaison, Pháp (1999)
- Santa Fe, Hoa Kỳ (1988)